# Färja 250 Arnljot
Färja 250 Arnljot är en av Trafikverkets vägfärjor och trafikerar Ammeröleden.
Arnljot byggdes 1961 vid Hjälmare Kanal & Slussverk AB i Arboga för vägförvaltningen i Norrbottens län för att trafikera färjeleden i Karesuando. Sedan oktober 1982 finns hon vid Ammeröleden.